# Domitila de Carvalho

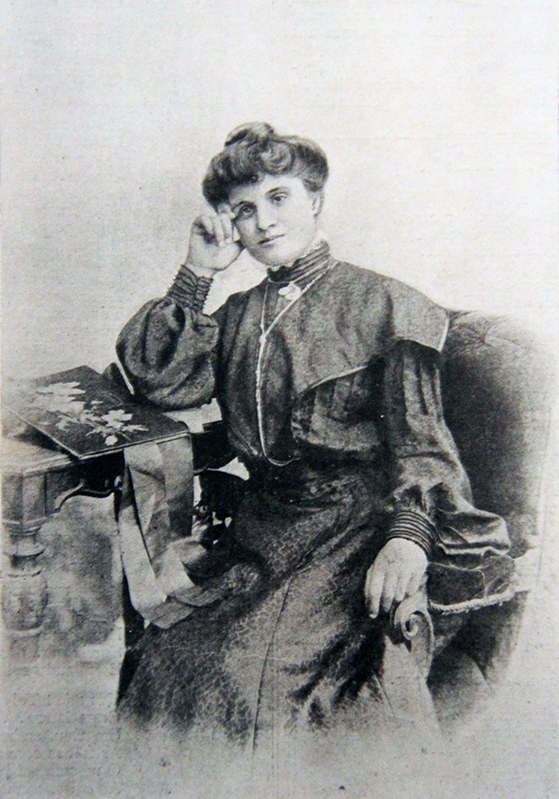
Domitila de Carvalho, 19. Jhd.

Domitila Hormizinda Miranda de Carvalho, Vorname in alter Schreibweise Domitilla (* 10. April 1871 in Santa Maria da Feira, Travanca; † 11. November 1966 in Prazeres, Lissabon), war eine portugiesische Ärztin, Lehrerin, Schriftstellerin und Politikerin. Sie war die erste Frau an der Universität Coimbra, wo sie in drei verschiedenen Fächern (Mathematik, Philosophie und Medizin) promovierte, und eine der ersten drei weiblichen Abgeordneten, die in Portugal gewählt wurden, als sie 1934 auf der Liste der Nationale Union für die erste Legislaturperiode der Assembleia Nacional stand. Sie war Dichterin und Mitglied der Akademie der Wissenschaften von Lissabon. Sie war Monarchistin und mit Königin Amélie d’Orléans befreundet, mit der sie einen regen Briefwechsel führte.

## Leben
De Carvalho wurde als Tochter von Manuel Rodrigues de Carvalho, einem Grundschullehrer aus Requeixo, Aveiro, und Margarida Rita de Miranda aus Alquerubim, Albergaria-a-Velha, geboren. Sie wurde vaterlos zurückgelassen, als sie gerade ein Jahr alt war. Sie ging zuerst in Castelo Branco und anschließend in Bragança und Leiria zur Schule.
Nachdem sie die Sekundarschule 1891 mit hervorragenden Ergebnissen abgeschlossen hatte, bewarb sie sich auf Drängen ihrer Lehrer und ihrer Mutter beim Rektor (magnífico reitor) und wurde als erste Frau nach der Universitätsreform von 1772 an der Universität Coimbra zugelassen, wo sie sich im Oktober 1891 einschrieb. Als Bedingung für die Zulassung wurde sie auf Anweisung des Rektors verpflichtet, sich stets schwarz zu kleiden, einen dezenten Hut zu tragen und sich zurückhaltend zu verhalten, um nicht unter ihren männlichen Kollegen aufzufallen, die verpflichtet waren, Mantel und geknöpfte Soutane zu tragen. Sie begann ein Studium der Mathematik und der Philosophie, das sie 1894 bzw. 1895 jeweils mit Auszeichnung abschloss. Anschließend schrieb sie sich für das Fach Medizin ein und war bis 1896 die einzige Studentin an der Universität. Als sie 1904 ihren Doktortitel in Medizin mit der Note 16 (von 20 möglichen) Punkten erhielt, hatte sie Königin Amélie d’Orléans als Patin.
Nach Abschluss ihres Studiums arbeitete sie als Ärztin in der von der Königin geschaffenen Nationalen Tuberkulosehilfe  (Assistência Nacional aos Tuberculosos) in Lissabon, entschied sich dann aber für eine Stelle als Lehrerin am Liceu de D. Maria Pia, der ersten Sekundarschule, die in Portugal für Mädchen gegründet wurde. An dieser Schule wurde nur der allgemeine Kurs unterrichtet, so dass Mädchen, die den ergänzenden Kurs belegen wollten, sich in Jungengymnasien einschreiben mussten. De Carvalho, die als erste Portugiesin einen Abschluss in Mathematik hatte, wurde die erste portugiesische Frau, die Mathematik unterrichtete.
De Carvalho war von der Gründung am 23. Februar 1906 bis November 1912 auch Direktorin des Liceu D. Maria Pia. Das Gymnasium wurde 1917 unter dem Namen Liceu de Almeida Garrett zu einem sogenannten Zentralgymnasium für einen der neu errichteten Schulbezirke erhoben und 1933 als Liceu Maria Amália Vaz de Carvalho an einem neuen Standort erweitert. De Carvalho unterrichtete bis zu ihrer Pensionierung an der Schule verschiedene Fächer.
Neben ihrer Tätigkeit als Lehrerin und Ärztin widmete sie sich dem Schreiben und veröffentlichte mehrere Gedichtbände, von denen einer 1909 in Coimbra gedruckt wurde und ein Vorwort von Afonso Lopes Vieira enthielt. Außerdem hielt sie Vorträge über literarische und pädagogische Themen. Ihre Bekanntheit führte dazu, dass sie zum korrespondierenden Mitglied der Akademie der Wissenschaften von Lissabon und zum Mitglied des Conselho Superior de Instrução Pública (oberster Rat für das öffentliche Schulwesen) gewählt wurde. Sie war auch ein wichtiges Mitglied der portugiesischen katholischen Ärzteorganisation und verschiedener Organisationen, die mit der katholischen Kirche und karitativen Bewegungen verbunden sind. 1936 wurde sie zum Mitglied des Vorstands der Obra das Mães pela Educação Nacional (OMEN) ernannt, einer Organisation des Estado Novo, die „die erzieherische Tätigkeit der Familie fördern, die Zusammenarbeit zwischen Familie und Schule gewährleisten und die weiblichen Generationen besser auf ihre künftigen mütterlichen, häuslichen und sozialen Pflichten vorbereiten“ sollte.
Am 11. April 1931 wurde ihr der Rang eines Comendador des Ordem da Instrução Pública verliehen.
1934 war sie eine von drei Frauen, die von der Nationalen Union eingeladen wurden, sich in die Einheitsliste der Kandidaten für die Abgeordneten der ersten Legislaturperiode der neu geschaffenen Nationalversammlung des Estado Novo einzureihen. Die Wahl fand im Dezember 1934 statt, und für zwei Legislaturperioden (1934–1938 und 1938–1941) war sie neben Maria Baptista dos Santos Guardiola und Maria Cândida Parreira eine der ersten drei weiblichen Abgeordneten Portugals.
Als Monarchistin und Konservative hielt sie an den politischen und ideologischen Grundsätzen des Estado Novo fest und zum kleinen Kreis Frauen, die den aufkommenden Salazarismus unterstützte. Ihr Status als Monarchistin machte sie zur Gesprächspartnerin zwischen António de Oliveira Salazar und der ehemaligen Königin Amélie d’Orléans, mit der sie korrespondierte. Trotz ihrer konservativen katholischen Ansichten unterzeichnete sie 1909 eine Petition für eine rechtliche Regelung zur Scheidung. Obwohl sie nie heiratete und keine eigenen Kinder hatte, interessierte sie sich sehr für Kinderfragen und das Problem der Familie. Im Mai 1936 hielt sie einen Vortrag über den „Kommunismus gegen die Kindheit“, in dem sie die erzieherische Rolle der Familie verteidigte und den „Fanatismus des kollektivistischen Staates“ verurteilte, der die Kinder von ihren Eltern wegreiße. In der Nationalversammlung sprach sie über Kindersterblichkeit und setzte sich für die Einführung von Pflichtkursen in allgemeiner Hygiene und Kinderbetreuung in den höheren Mädchenschulen ein. Sie beteiligte sich auch an der Diskussion über die von António Carneiro Pacheco geleitete Bildungsreform (1936) und sprach sich für die obligatorische Anbringung eines Kruzifixes in den Grundschulen und gegen eine säkulare Erziehung aus, die für einige Probleme im liberalen Europa verantwortlich machte. Ihre Ansichten sind auch in ihren Beiträgen zu den Zeitschriften Serões (1901–1911) und Mocidade Portuguesa Feminina: boletim mensal (1939–1947) dokumentiert.
De Carvalho starb in Lissabon im Alter von 95 Jahren.
2017 organisierte die Universität Coimbra, de Carvalhos Alma Mater, eine Veranstaltungsreihe mit dem Titel Raras e Discretas zu Geschichte und Forschung zum Zugang von Frauen zur Hochschulbildung im 19. und 20. Jahrhundert, insbesondere an der Universität Coimbra, bei der de Carvalho im Mittelpunkt stand.

## Werke (Auswahl)
- Versos, F. França Amado, Coimbra 1909.
- Lição às alunas do Liceu de Garrett, no 30.º dia do falecimento do Sr. Dr. Sidónio Paes, Oficinas Gráficas Editoras, Lissabon 1919.
- Terra de amores, Coimbra Ed., Coimbra 1924.
- Maria Amália Vaz de Carvalho, ohne Verlag, Lissabon 1930.
- Para o alto, ohne Verlag, Porto 1957.